# Deportivo Alavés 2022-2023
Questa voce raccoglie le informazioni riguardanti il Deportivo Alavés nelle competizioni ufficiali della stagione 2022-2023.

## Maglie e sponsor
| Casa | Trasferta | Terza divisa |

Sponsor ufficiale: LEA
Fornitore tecnico: Puma

## Rosa

### Rosa 2022-2023
Aggiornata al 6 febbraio 2023.
| N. |                      | Ruolo | Calciatore          |
| -- | -------------------- | ----- | ------------------- |
| 1  | Spagna (bandiera)    | P     | Antonio Sivera      |
| 2  | Colombia (bandiera)  | D     | Anderson Arroyo     |
| 3  | Spagna (bandiera)    | D     | Rubén Duarte        |
| 4  | Serbia (bandiera)    | D     | Aleksandar Sedlar   |
| 5  | Spagna (bandiera)    | D     | Víctor Laguardia    |
| 6  | Spagna (bandiera)    | C     | Toni Moya           |
| 7  | Senegal (bandiera)   | A     | Mamadou Sylla       |
| 8  | Spagna (bandiera)    | C     | Salva Sevilla       |
| 9  | Spagna (bandiera)    | A     | Miguel de la Fuente |
| 10 | Spagna (bandiera)    | A     | Jason               |
| 11 | Spagna (bandiera)    | A     | Luis Rioja          |
| 12 | Spagna (bandiera)    | A     | Asier Villalibre    |
| 14 | Argentina (bandiera) | D     | Nahuel Tenaglia     |

| N. |                               | Ruolo | Calciatore         |
| -- | ----------------------------- | ----- | ------------------ |
| 17 | Spagna (bandiera)             | A     | Xeber Alkain       |
| 18 | Spagna (bandiera)             | C     | Jon Guridi         |
| 19 | Serbia (bandiera)             | D     | Nikola Maraš       |
| 20 | Spagna (bandiera)             | A     | Rober              |
| 21 | Algeria (bandiera)            | A     | Abde Rebbach       |
| 22 | Marocco (bandiera)            | D     | Abdel Abqar        |
| 23 | Uruguay (bandiera)            | C     | Carlos Benavídez   |
| 27 | Spagna (bandiera)             | D     | Javi López         |
| 28 | Guinea Equatoriale (bandiera) | C     | Álex Balboa        |
| 29 | Argentina (bandiera)          | A     | Joaquín Panichelli |
| 31 | Guinea Equatoriale (bandiera) | P     | Jesús Owono        |
| 37 | Spagna (bandiera)             | C     | Antonio Blanco     |